# 王應顯
王應顯（1511年—1602年），字惟謨，號心泉，福建漳州府漳浦縣人，軍籍，明朝政治人物。

## 生平
嘉靖二十八年（1549年）己酉科福建鄉試第五十八名舉人，二十九年（1550年）中式庚戌科會試第一百七十二名，三甲第九十五名進士。授浙江秀水縣知縣，與嘉興府知府劉慤一同抵禦倭寇。升户部主事，历任陕西、山东清吏司主事、江西清吏司署员外郎，榷税九江。擢浙江杭严道兵备佥事，隆慶二年（1568年）五月升湖廣布政使司右參議，分守襄阳道，四年（1570年）十月升雲南按察司清军驿传道副使，六年（1572年）七月升雲南布政使司右參政，整饬临安兵备，萬曆二年（1574年）正月升雲南按察使，三月升浙江右布政使，九月轉左布政使，五年（1577年）二月升南京太常寺卿，十一月科道糾拾，令致仕。萬曆三十年（1602年）卒，年九十二。

## 家族
曾祖王希德；祖父王亨；父王穹，母阮氏。具庆下。弟應纪、應琮。